# Entertaining Uncle (film 1914)
Entertaining Uncle è un cortometraggio muto del 1914 diretto da Hay Plumb.

## Trama
I bambini credono per errore che un ladro sia invece un loro zio venuto a trovarli.

## Produzione
Il film fu prodotto dalla Hepworth.

## Distribuzione
Distribuito dalla Hepworth, il film - un cortometraggio di 168 metri - uscì nelle sale cinematografiche britanniche nel giugno 1914.
Fu distrutto nel 1924 dallo stesso produttore, Cecil M. Hepworth. Fallito, in gravissime difficoltà finanziarie, Hepworth pensò in questo modo di poter almeno recuperare il nitrato d'argento della pellicola.